# Кубок Ліхтенштейну з футболу 1964—1965
Кубок Ліхтенштейну з футболу 1964—1965 — 20-й розіграш кубкового футбольного турніру в Ліхтенштейні. Титул здобув Трізен.

## Перший раунд
Вільні від матчів Трізен, Шан. Вадуц не брав участі.
| Команда 1 | Рахунок | Команда 2 |
| --------- | ------- | --------- |
| Бальцерс  | 3–4     | Вадуц-2   |
| Ешен      | 3–1     | Руггелль  |

## 1/2 фіналу
| Команда 1 | Рахунок | Команда 2 |
| --------- | ------- | --------- |
| Шан       | 1–0     | Вадуц-2   |
| Ешен      | – *     | Трізен    |

Примітка: Трізен без гри пройшов до наступного етапу.

## Фінал
| 8 вересня 1965 |

| Трізен | 4–3 | Шан |
| ------ | --- | --- |
|        |     |     |

| Трізен |